# Języki urzędowe państw świata
Poniższa lista przedstawia języki urzędowe obowiązującego w poszczególnych państwach świata w podziale na kontynenty.

## Europa
- Albania – albański
- Armenia – ormiański
- Andora – kataloński
- Austria – niemiecki, lokalnie dopuszczony chorwacki, słoweński lub węgierski
- Belgia – francuski, niderlandzki, niemiecki
- Białoruś – białoruski, rosyjski
- Bośnia i Hercegowina – brak, de facto bośniacki, chorwacki, serbski[1] (trzy odmiany standardowe języka serbsko-chorwackiego)
- Bułgaria – bułgarski
- Chorwacja – chorwacki (jedna z odmian standardowych języka serbsko-chorwackiego), w skali okręgu dodatkowo włoski
- Cypr – grecki, turecki
- Czarnogóra – czarnogórski (jedna z odmian standardowych języka serbsko-chorwackiego)
- Czechy – czeski
- Dania – duński
  - Grenlandia – grenlandzki
  - Wyspy Owcze – duński, farerski
- Estonia – estoński
- Finlandia – fiński, szwedzki
- Francja – francuski
- Grecja – grecki
- Gruzja – gruziński
- Hiszpania – w skali kraju kastylijski, w skali regionu dodatkowo galicyjski, kataloński, baskijski, w skali gminy dodatkowo aranés
- Holandia – niderlandzki, w skali prowincji dodatkowo fryzyjski; na Antylach Holenderskich także papiamento
- Irlandia – irlandzki, angielski
- Islandia – islandzki
- Kosowo – serbski, albański
- Liechtenstein – niemiecki
- Litwa – litewski
- Luksemburg – francuski, niemiecki, luksemburski
- Łotwa – łotewski
- Macedonia Północna – macedoński
- Malta – maltański, angielski
- Mołdawia – rumuński
  - Naddniestrze – mołdawski, rosyjski, ukraiński
- Monako – monegaski, francuski
- Niemcy – niemiecki
- Norwegia – norweski, lokalnie języki lapońskie
- Polska – polski; w niektórych gminach dodatkowo stosowane są języki pomocnicze: białoruski, kaszubski, litewski i niemiecki (zob. gminy w Polsce z językiem pomocniczym)
- Portugalia – portugalski
- Rosja – rosyjski, lokalnie także: abazyjski, adygejski, ałtajski, baszkirski, buriacki, chakaski, chantyjski, czeczeński, czukocki, czuwaski, dołgański, ewenkijski, inguski, jakucki, jidisz, kabardyjski, kałmucki, karaczajo-bałkarski, komi, komi-permiacki, koriacki, mansyjski, maryjski, mordwiński-erzja, mordwiński-moksza, nieniecki, nogajski, osetyjski, tatarski, tuwiński, udmurcki
- Rumunia – rumuński
- San Marino – włoski
- Serbia – serbski (jedna z odmian standardowych języka serbsko-chorwackiego)
  - Wojwodina – serbski, chorwacki, rumuński, rusiński, słowacki, węgierski
- Słowacja – słowacki
- Słowenia – słoweński, lokalnie także węgierski i włoski
- Szwajcaria – niemiecki, francuski, włoski, romansz (retoromański)
- Szwecja – szwedzki
- Ukraina – ukraiński
- Watykan – łacina, włoski
- Węgry – węgierski
- Wielka Brytania – brak, de facto angielski
  - Walia – angielski, walijski
  - Szkocja – angielski, szkocki gaelicki
  - Guernsey – angielski, francuski, normandzki Guernsey
  - Jersey – angielski, francuski, normandzki Jersey
  - Wyspa Man – angielski, manx
- Włochy – włoski, lokalnie także francuski i niemiecki

## Azja
- Afganistan – paszto, perski (dari)
- Arabia Saudyjska – arabski
- Azerbejdżan – azerski
- Bahrajn – arabski
- Bangladesz – bengalski
- Bhutan – dzongkha (odmiana tybetańskiego)
- Brunei – malajski
- Chiny kontynentalne – chiński mandaryński, lokalnie język kantoński i języki mniejszości narodowych
- Cypr – grecki, turecki
- Filipiny – filipiński (tagalog), angielski
- Indie – hindi, pomocniczy angielski oraz 21 języków urzędowych poszczególnych stanów (zobacz więcej: Języki urzędowe Indii)
- Indonezja – indonezyjski
- Irak – arabski
- Iran – perski (farsi)
- Izrael – hebrajski
- Japonia – japoński (w Japonii nie istnieje prawo definiujące japoński jako język urzędowy Japonii)[2].
- Jemen – arabski
- Jordania – arabski
- Kambodża – khmerski
- Katar – arabski
- Kazachstan – kazachski, rosyjski
- Kirgistan – kirgiski
- Korea Południowa – koreański
- Korea Północna – koreański
- Kuwejt – arabski
- Laos – laotański
- Liban – arabski
- Malediwy – malediwski
- Malezja – malajski, pomocniczy angielski
- Mjanma – birmański
- Mongolia – mongolski (chałchaski)
- Nepal – nepalski
- Oman – arabski
- Pakistan – urdu, angielski
- Rosja – rosyjski
- Singapur – chiński mandaryński, malajski, tamilski, angielski
- Sri Lanka – syngaleski, tamilski
- Syria – arabski
- Tadżykistan – tadżycki
- Tajlandia – tajski
- Republika Chińska (Tajwan) – chiński mandaryński
- Timor Wschodni – tetum, portugalski
- Turcja – turecki
- Turkmenistan – turkmeński
- Uzbekistan – uzbecki
- Wietnam – wietnamski
- Zjednoczone Emiraty Arabskie – arabski

## Afryka
- Algieria – arabski
- Angola – portugalski
- Benin – francuski
- Botswana – tswana, angielski
- Burkina Faso – francuski
- Burundi – francuski, kirundi
- Czad – arabski, francuski
- Demokratyczna Republika Konga – francuski
- Dżibuti – arabski, francuski
- Egipt – arabski
- Erytrea – arabski, tigrinia
- Etiopia – amharski, oromo
- Gabon – francuski
- Gambia – angielski
- Ghana – angielski
- Gwinea Równikowa – hiszpański
- Gwinea – francuski i osiem języków narodowych
- Gwinea Bissau – portugalski
- Kamerun – francuski, angielski
- Kenia – suahili, angielski
- Komory – francuski, komorski, arabski
- Kongo – francuski
- Lesotho – angielski, sotho
- Liberia – angielski
- Libia – arabski
- Madagaskar – malgaski, francuski
- Malawi – angielski, niandża
- Mali – francuski
- Maroko – arabski
- Mauretania – arabski
- Mauritius – angielski, francuski
- Mozambik – portugalski
- Namibia – angielski, o statusie języków regionalnych także niemiecki oraz afrikaans (niderlandzki)
- Niger – francuski
- Nigeria – angielski
- Południowa Afryka – afrikaans, angielski, xhosa, ndebele, pedi, soto, suazi, tsonga, tswana, venda, zulu
- Republika Środkowoafrykańska – francuski
- Republika Zielonego Przylądka – portugalski
- Rwanda – francuski, kinya-ruanda, angielski
- Senegal – francuski
- Seszele – seszelski, angielski, francuski
- Sierra Leone – angielski
- Somalia – somalijski, w użyciu także włoski i angielski
- Somaliland – somalijski, arabski, angielski
- Suazi – suazi (siswati), angielski
- Sudan – arabski, angielski
- Sudan Południowy – angielski
- Tanzania – suahili, angielski
- Togo – francuski, kabije, ewe
- Tunezja – arabski
- Uganda – angielski, luganda
- Wybrzeże Kości Słoniowej – francuski
- Wyspy Świętego Tomasza i Książęca – portugalski
- Zambia – angielski
- Zimbabwe – angielski

## Ameryka
- Antigua i Barbuda – angielski
- Argentyna – hiszpański
- Bahamy – angielski
- Barbados – angielski, częściowo francuski
- Belize – angielski
- Boliwia – hiszpański, keczua, ajmara
- Brazylia – portugalski
- Chile – hiszpański
- Dominika – angielski
- Dominikana – hiszpański
- Ekwador – hiszpański
- Grenada – angielski
- Gujana – angielski
- Gwatemala – hiszpański
- Haiti – francuski, haitański
- Honduras – hiszpański
- Jamajka – angielski
- Kanada – angielski, francuski
- Kolumbia – hiszpański
- Kostaryka – hiszpański
- Kuba – hiszpański
- Meksyk – oficjalnie brak, de facto hiszpański (lokalnie także języki indiańskie)
- Nikaragua – hiszpański
- Panama – hiszpański
- Paragwaj – hiszpański, guarani
- Peru – hiszpański, keczua
- Saint Lucia – angielski, kreolski
- Saint Kitts i Nevis – angielski
- Saint Vincent i Grenadyny – angielski
- Salwador – hiszpański
- Stany Zjednoczone – oficjalnie brak (na szczeblu federalnym, w praktyce powszechnie używany angielski; w 27 stanach językiem urzędowym jest angielski, w stanach południowych na równi z angielskim używany jest hiszpański, w Luizjanie francuski, a na Hawajach hawajski[potrzebny przypis])
- Surinam – niderlandzki (holenderski)
- Trynidad i Tobago – angielski
- Urugwaj – hiszpański
- Wenezuela – hiszpański

## AustraliaiOceania
- Australia – angielski
- Fidżi – angielski, fidżyjski, hindustani
- Kiribati – angielski, kiribati
- Mikronezja – angielski
- Nauru – nauru, angielski
- Nowa Zelandia – angielski, maoryski, nowozelandzki język migowy
- Palau – angielski, palau, japoński (w stanie Angaur)
- Papua-Nowa Gwinea – angielski, tok pisin, hiri motu
- Samoa – samoański, angielski
- Tonga – tonga, angielski
- Tuvalu – angielski, tuvalu
- Vanuatu – bislama, francuski, angielski
- Wyspy Marshalla – angielski, marszalski
- Wyspy Salomona – angielski